# Perigonica fulminans
Perigonica fulminans là một loài bướm đêm trong họ Noctuidae.